# Maira cambodgiensis
Maira cambodgiensis là một loài ruồi trong họ Asilidae. Maira cambodgiensis được Bigot miêu tả năm 1878. Loài này phân bố ở miền Ấn Độ - Mã Lai.